# Председнички избори у САД 1828.
Председнички избори у Сједињеним Државама 1828. били су 11. четворогодишњи председнички избори. Одржан је од петка, 31. октобра до уторка, 2. децембра 1828. На њему су се поновили избори из 1824, пошто се председник Џон Квинси Адамс из Националне републиканске партије суочио са Ендруом Џексоном из Демократске странке. Обе странке су биле нове организације, а ово су били први председнички избори на којима су се кандидовали њихови кандидати. Овим изборима је био други реванш у историји председника, нешто што се неће поновити све до 1840.
Са распадом Федералистичке партије, четири члана Демократско-републиканске партије, укључујући Џексона и Адамса, тражили су место председника на изборима 1824. године. Џексон је освојио већи део (али не и већину) и изборних и народних гласова на изборима 1824. године, али је изгубио контингентне изборе који су одржани у Представничком дому. После избора, Џексонове присталице оптужиле су Адамса и Хенрија Клеја да су постигли "корумпирану погодбу" у којој је Клеј помогао Адамсу да победи на контингентним изборима у замену за место државног секретара. После избора 1824, Џексонове присталице су одмах почеле да планирају кампању 1828, а Демократско-републиканска партија се поделила на Националну републиканску странку и Демократску партију током Адамсовог председниковања.
Кампању из 1828. године обележиле су велике количине "муљања", пошто су обе странке напале личне квалитете кандидата противничке странке. Џексон је доминирао на југу и западу, што је делимично потпомогнуто усвајањем Тарифе из 1828. Уз континуирано проширење права гласа на већину белаца, избори су означили драматично проширење бирачког тела, са 9,5% Американаца дајући глас за председника, у поређењу са 3,4% у 1824. Неколико држава је прешло на гласање народа за председника, остављајући Јужну Каролину и Делавер као једине државе у којима је законодавна власт бирала председничке бираче.
Избори су означили успон Џексонове демократије и прелазак са Првог партијског система на Други партијски систем. Историчари расправљају о значају избора, а многи тврде да су они означили почетак модерне америчке политике уклањањем кључних баријера за учешће бирача и успостављањем стабилног двопартијског система. Џексон је постао први председник чија матична држава није била ни Масачусетс ни Вирџинија, док је Адамс био други који је изгубио реизбор, после свог оца Џона Адамса.